# Discalculia
La discalculia, nota come disturbo dell'aritmetica o disaritmia, è un disturbo specifico dell'apprendimento nella comprensione dell'aritmetica, come la difficoltà nel comprendere i numeri, nell'apprendimento di come manipolare i numeri e l'apprendimento dei fatti in matematica. La diagnosi che si formula è indipendente dall’intelligenza della persona.

## Generalità
Sulla base delle segnalazioni fatte dalla scuola si calcola che oggi, in Italia, il 20% circa degli studenti incontri difficoltà, spesso anche significative, nell'apprendimento del sistema dei numeri.
Eppure, secondo i dati dell'International Academy for Research in Learning Disabilities (IARLD), solo il 2,5% della popolazione scolastica dovrebbe presentare difficoltà nella cognizione matematica in comorbilità con altri disturbi, e solo per percentuali esigue (0,5-1%) si potrebbe parlare di discalculia evolutiva. Il 90% delle segnalazioni sarebbe dunque costituito da casi di difficoltà di apprendimento, e non di disturbo specifico del calcolo.
La discalculia evolutiva è infatti un disturbo specifico dell'apprendimento (DSA):
- si può definire come un disturbo delle abilità numeriche e aritmetiche
- si manifesta in bambini a sviluppo tipico, di intelligenza normale e che non hanno subito danni neurologici
- può presentarsi associata a dislessia e ad altri disturbi dell'apprendimento, ma non ne è l'effetto

Sebbene difficoltà e disturbo possano avere degli elementi in comune e abbisognare, talvolta, di aiuti simili, costituiscono categorie nosografiche del tutto differenti.
Per capire come mai alcuni bambini facciano fatica nell'apprendimento del calcolo, bisogna tenere conto almeno di tre diverse cause:
- il nostro sistema educativo comincia a porre attenzione sistematica allo sviluppo della cognizione numerica verso i 6 anni, mentre i meccanismi cognitivi di base sono innati ed hanno bisogno di attenzione educativa al loro sviluppo fin dal primo anno di vita;
- oltre a porre attenzione tardi, il sistema educativo ancora conosce poco dei meccanismi di cognizione numerica, e soprattutto non conosce le modalità necessarie a potenziarne l'"intelligere", scambiandolo per il mero addestramento alla prestazione scritta. L'intelligenza numerica è analogica, strategica, composizionale, evolve soprattutto nel calcolo a mente, ed ha poco a che fare con gli algoritmi procedurali messi in memoria necessari al calcolo scritto;
- la discalculia evolutiva esiste ma, essendo un disturbo neuropsicologico basale, rientra nelle psicopatologie a base neurologica con una frequenza di comparsa fortunatamente rara, che non ha nulla a che fare con quel 20% di bambini che ad 8 anni già è segnalato dalla scuola per significative difficoltà in ambito matematico, ma i cui problemi non sono riconducibili ad anomalie neurologiche o a problemi nei processi neuropsicologici basali di quantificazione.

## Caratteristiche
Riguardo alla discalculia evolutiva, sulla base della Consensus Conference del 2009 (che prevede l'accordo dei rappresentanti delle principali organizzazioni italiane di professionisti che si occupano di disturbi dell'apprendimento) e della Legge 170/2010, si distinguono due profili, caratterizzati da:
- Primo tipo: debolezza nella strutturazione cognitiva delle componenti numeriche (cioè negli aspetti basilari, quali subtracting, meccanismi di quantificazione, seriazione, comparazione, strategie di calcolo mentale, ecc.);
- Secondo tipo: compromissioni a livello procedurale e di calcolo (lettura, scrittura e incolonnamento dei numeri, recupero dei fatti numerici e degli algoritmi del calcolo scritto).

La prima tipologia di discalculia è da intendersi come una sorta di «cecità ai numeri», ovvero, in altri termini, come l'incapacità del soggetto di comprendere le numerosità e, di conseguenza, di manipolarle. La descrizione di questo tipo di disturbo si ispira agli studi di Butterworth (1999; 2005), il quale ha ipotizzato l'esistenza di un "cervello matematico", una struttura innata specializzata nel categorizzare il mondo in termini di numerosità. Questa ipotesi, diversamente dal secondo tipo di discalculia teorizzata dalla legge, ma non sostenuta da prove scientifiche su base neuro-biologica, trova conferma anche nei risultati di altri studi, che hanno dimostrato come l'idea di numerosità sia innata e condivisa dall'uomo con altri animali situati alla base della scala filogenetica.
In questo senso la discalculia evolutiva viene qui spiegata come un disturbo causato da disfunzioni neuropsicologiche che compromettono la capacità di rappresentare ed elaborare la "numerosità". Nei bambini con questo profilo di discalculia si evidenziano infatti significative difficoltà fin dai primi anni di vita nell'esecuzione dei compiti più semplici: riconoscimento di quantità, counting, subitizing, comparazioni, ecc. Ovviamente, tutte queste difficoltà che compromettono i meccanismi cognitivi basali costituiscono un impedimento all'acquisizione delle abilità matematiche superiori.
Il secondo profilo di discalculia si riferisce, invece, in modo specifico alla compromissione del processo di acquisizione delle procedure e degli algoritmi del calcolo.
Nella descrizione di entrambi i profili di discalculia riveste una grande importanza l'analisi degli errori commessi dai bambini.
In sintesi, in ambito scientifico si tende a distinguere gli errori di calcolo in quattro categorie: 
1. errori nel recupero di fatti aritmetici
2. errori nel mantenimento e nel recupero delle procedure
3. errori nell'applicazione delle procedure
4. difficoltà visuospaziali

## Evoluzione
Quando oggi le ricerche parlano di "intelligenza numerica", si riferiscono alla nostra capacità di "intelligere", ovvero di capire e rappresentarsi il mondo in termini di numeri e quantità. Tale capacità è innata, e permea il nostro sistema di interpretazione di eventi e fenomeni di diverso grado di complessità, evolvendosi attraverso processi dominio-specifici.
Se Piaget riteneva che l'idea di numerosità non potesse emergere prima dei 5-6 anni poiché costruita sullo sviluppo di capacità tipiche del pensiero operatorio (conservazione della quantità, astrazione dalle proprietà percettive), a partire dagli anni ottanta numerosi studi sperimentali condotti sui neonati hanno dimostrato come invece già alla nascita il bambino sia sensibile alla quantità, e possieda aspettative aritmetiche.
Antell e Keating (1983), utilizzando la tecnica "dell'abituazione-disabituazione", hanno verificato che bambini da 1 a 12 giorni di vita riescono a discriminare insiemi di due o tre elementi, sono cioè capaci di percepire la numerosità di un insieme visivo di oggetti in modo immediato, senza contare; tale processo di percezione visiva è chiamato subitizing, e il numero massimo di oggetti percepibili in questo modo sembra essere di circa quattro. Il possesso del concetto di numerosità però implica molto di più: il bambino non solo discrimina due insiemi in base al numero di elementi contenuti, ma possiede anche aspettative aritmetiche basate sul concetto di numerosità. Le ricerche della Wynn (1992) hanno riscontrato che bambini di 5-6 mesi sanno compiere operazioni di tipo additivo (1 + 1) e sottrattivo (2 – 1).
Questi dati sperimentali sembrano suggerire dunque l'esistenza di una competenza numerica preverbale innata, che può essere ricondotta a operazioni di rappresentazione mentale della quantità. Come afferma Butterworth (2005), la natura fornisce un nucleo di capacità per classificare piccoli insiemi di oggetti in base alla loro numerosità; il contare è invece il primo ponte funzionale tra le competenze innate di riconoscimento di quantità, e le conoscenze più elaborate possedute dalla cultura in cui è nato il soggetto.

## Diagnosi
Come riportato nella Consensus Conference del 2009 e nella Legge nazionale 170/2010, anche per il Disturbo Specifico del Calcolo, come per quelli della lettura (Dislessia) e della scrittura (Disgrafia), vi è un generale accordo sulla necessità di somministrare prove standardizzate che forniscano parametri per valutare la correttezza e la rapidità, e di applicare il criterio di -2ds (meno due deviazioni standard) dai valori medi attesi per l'età e/o classe frequentata nelle prove specifiche.
Tuttavia, considerata la complessità dei fattori che intervengono nella descrizione della discalculia evolutiva e la facilità di identificare profili di falsi positivi, è necessario chiarire che nessun test basta da solo per porre la diagnosi clinica di tale disturbo.
L'indice principale necessario a distinguere un disturbo da una difficoltà di calcolo, come dimostrano le più recenti evidenze sperimentali, è identificabile nella "resistenza al trattamento". 
Se un bambino in difficoltà nell'area del calcolo, con cadute nei test specifici, viene aiutato in modo adeguato e migliora significativamente le proprie competenze, è possibile escludere l'ipotesi di discalculia evolutiva. 
Nella pratica quotidiana tuttavia, può capitare che si diagnostichino bambini come discalculici ancora prima che si sia fatto almeno un tentativo di approfondimento del profilo, e soprattutto prima di verificare l'efficacia di un intervento di potenziamento mirato. Pertanto risulta possibile incappare in un "falso positivo", ossia diagnosticare una discalculia quando in realtà si tratta di una semplice difficoltà nel calcolo, che, con un adeguato potenziamento, può facilmente evolvere fino ad ottenere risultati in norma con l'età.

## Potenziamento
In termini tecnici, per "potenziamento" si intende un intervento educativo in grado di favorire il normale sviluppo di una funzione che sta emergendo. In altre parole, significa fare utilizzare la funzione al meglio delle potenzialità individuali, offrendo situazioni di apprendimento con elementi di novità e complessità maggiore rispetto a quanto il bambino potrebbe imparare se agisse da solo e per proprio conto.
Il concetto di potenziamento deriva da quello di "sviluppo prossimale" proposto da Vygotskij. Secondo lo studioso, la "zona di sviluppo prossimale" si può identificare tra il livello di sviluppo attuale del bambino, determinato dalla sua capacità di soluzione di problemi in modo indipendente, ed il suo livello di sviluppo potenziale, definito dalla sua capacità di soluzione di problemi con l'assistenza di un adulto, o attraverso la collaborazione con bambini più capaci. In altre parole, il potenziamento è quel percorso che garantisce al bambino di raggiungere il miglior sviluppo di ogni sua competenza.
Un buon metodo di potenziamento implica che:
- l'educatore conosca i processi dominio-specifici, e le fasi evolutive della loro maturazione;
- l'intervento sia finalizzato ad aiutare il bambino nelle abilità più affaticate;
- l'evoluzione del processo risulti migliore rispetto all'evoluzione naturale attesa.

In sintesi, il processo che parte dalla valutazione iniziale fino alla programmazione dell'intervento di potenziamento è il seguente: la valutazione iniziale viene attuata attraverso test oggettivi, e consente di individuare una o più aree carenti nel profilo del bambino in base al principio di discrepanza nel dominio specifico interessato. Una volta individuato tale profilo, è possibile programmare il percorso di potenziamento più adeguato, che deve essere specifico, ovvero volto a promuovere la migliore evoluzione delle abilità più deboli (differenziale di sviluppo). Alla fine del percorso di potenziamento è necessario valutarne l'efficacia attraverso la ripetizione delle valutazioni del profilo (follow-up).